# Cocoș
Cocoșul este masculul găinii (subspecia Gallus gallus domesticus din genul Gallus, familia Phasianidae). De regulă cocoșul este mai mare decât găina, are un cioc ascuțit și puternic, penaj multicolor (îndeosebi coada), cu creastă și bărbie roșie cărnoasă și dezvoltată și cu pinteni puternici la picioare.
Cocoșul este un mascul poligam și are un puternic instinct de apărător al femelelor din grupul său, mai ales când acestea clocesc ouăle. Exemplare agresive au fost folosite de-a lungul timpului în lupte de cocoși, animalelor fiindu-le atașate lame tăioase, care provoacă răni semnificative.
Uneori cocoșii sunt castrați pentru a se îngrășa mai rapid și a avea o carne mai gustoasă. Cocoșul castrat este numit clapon⁠(en)[traduceți].  
De-a lungul timpului, imaginea animalului a fost folosită în heraldică. Cocoșii sunt folosiți de asemenea în ritualuri animiste și șamanice. 

## Cocoșul în cultură
Cocoșul este simbol al virilității masculine, simbol al curajului, bărbăției și eroismului.
Este considerat de asemenea un simbol solar, vestind răsăritul soarelui, prin aceasta un simbol al vigilenței și luminii, anunțând ivirea unei noi zile.
Cocoșul galic este simbolul național al Franței. De asemenea, este simbol al mișcării valone, al comunității franceze din Belgia și al regiunii Valonia. 

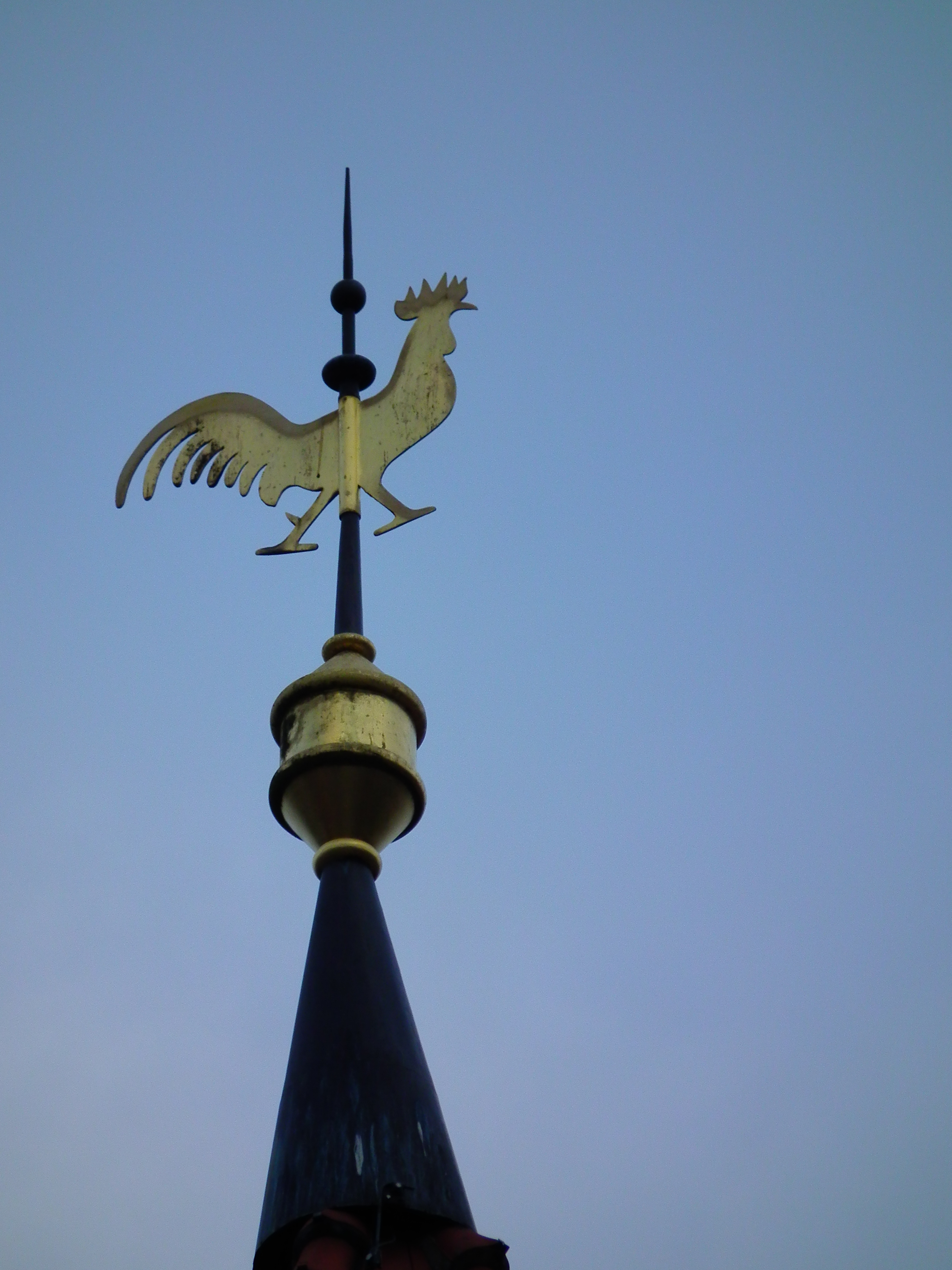
Cocoş pe o biserică reformată

Cocoșul de Barcelos⁠(en)[traduceți] este unul din simbolurile naționale ale Portugaliei.

### Religie
Cocoșul de pe turnurile bisericilor reformate amintește scena biblică în care Sf.Petru s-a lepădat de Isus de 3 ori, pȃnă la primul cȃntat al cocoșului. Acest fapt a devenit ulterior simbol al pocăinței și al învierii. 

### Sport
Cocoșul este simbolul clubului de fotbal londonez Tottenham Hotspur FC, apărând pe logo-ul clubului încă de la fondarea sa. De asemenea, cocoșul este prezent pe logo-ul clubului turcesc de fotbal Denizlispor.

### Heraldică
Cocoșul are și însemnătate heraldică, putând fi întâlnit pe stemele câtorva zeci de localități din Franța, dar și pe ale unor localități din alte țări.
| Stema comunei Versailles (Yvelines)  | Stema comunei Jouy-en-Josas (Yvelines). | Stema comunei Gaillac-Toulza (Haute-Garonne). | Stema comunei Gagnac-sur-Garonne (Haute-Garonne). | Stema comunei Jausiers (Alpes de Haute-Provence) | Stema comunei Sainte-Foy-de-Peyrolières (Haute-Garonne) | Stema comunei Jouques (Bouches-du-Rhône)                | Blason du Perchay (Val-d'Oise).     |
| Stema comunei Chantecoq (Loiret)     | Stema comunei Vogüé (Ardèche)           | Stema comunei Aubure (Haut-Rhin).             | Stema comunei Dormans (Marne).                    | Stema comunei Galluis (Yvelines).                | Stema comunei Plainfaing (Vosges)                       | Stema comunei Gaillac (Tarn).                           | Blason du Valtin (Vosges).          |
| Stema comunei Quimperlé (Finistère). | Stema comunei Levens (Alpes-Maritimes). | Stema comunei Aiguefonde (Tarn).              | Stema comunei Mazamet (Tarn).                     | Stema comunei Morangis (Essonne).                | Stema comunei Malemort-du-Comtat (Vaucluse).            | Stema comunei Saint-Pierre-de-Vassols (Vaucluse).       | Stema comunei Langeac (Haute-Loire) |
| Stema comunei Senouillac (Tarn).     | Stema comunei Saint-Tropez (Var)        | Stema orașului Oran (Algeria)                 | Stema comunei Engis, provincia Liège, Belgia      | Stema satului Tomilino, regiunea Moscova Rusia   | Steagul Valoniei                                        | Stema orașului Dragomirești, județul Maramureș, România |                                     |

## Galerie

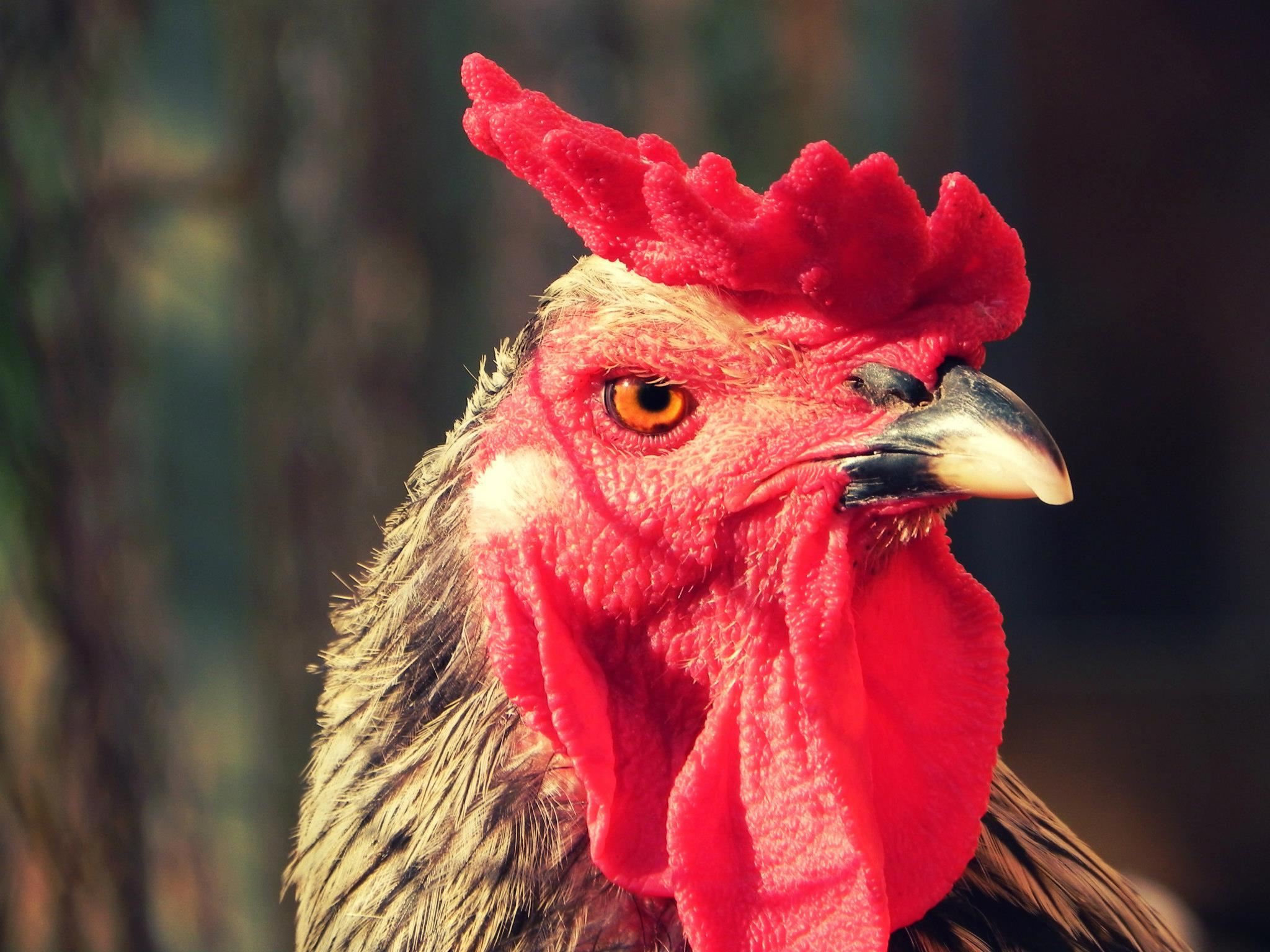
Cocoș în Kosovo
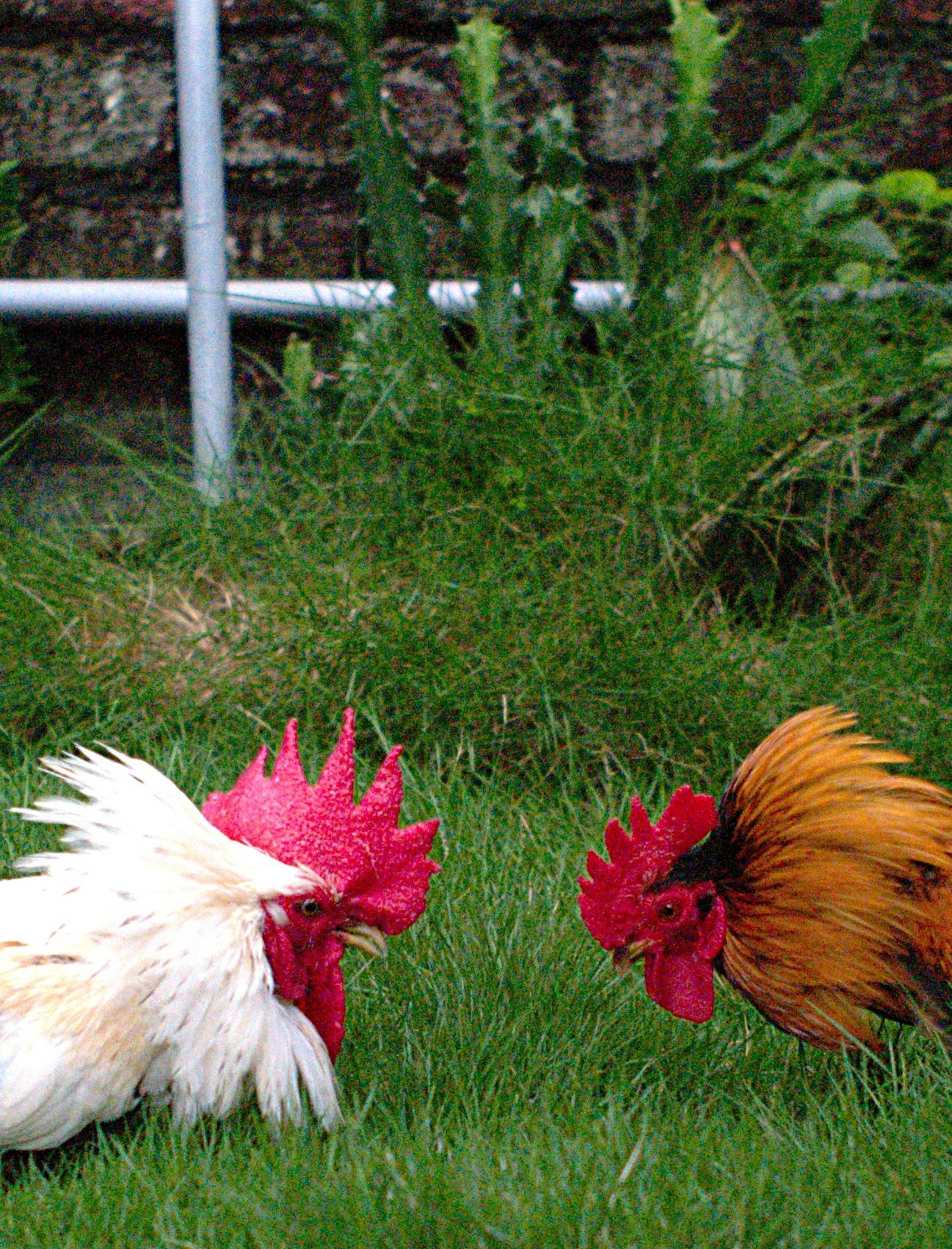
Doi cocoși încăierându-se
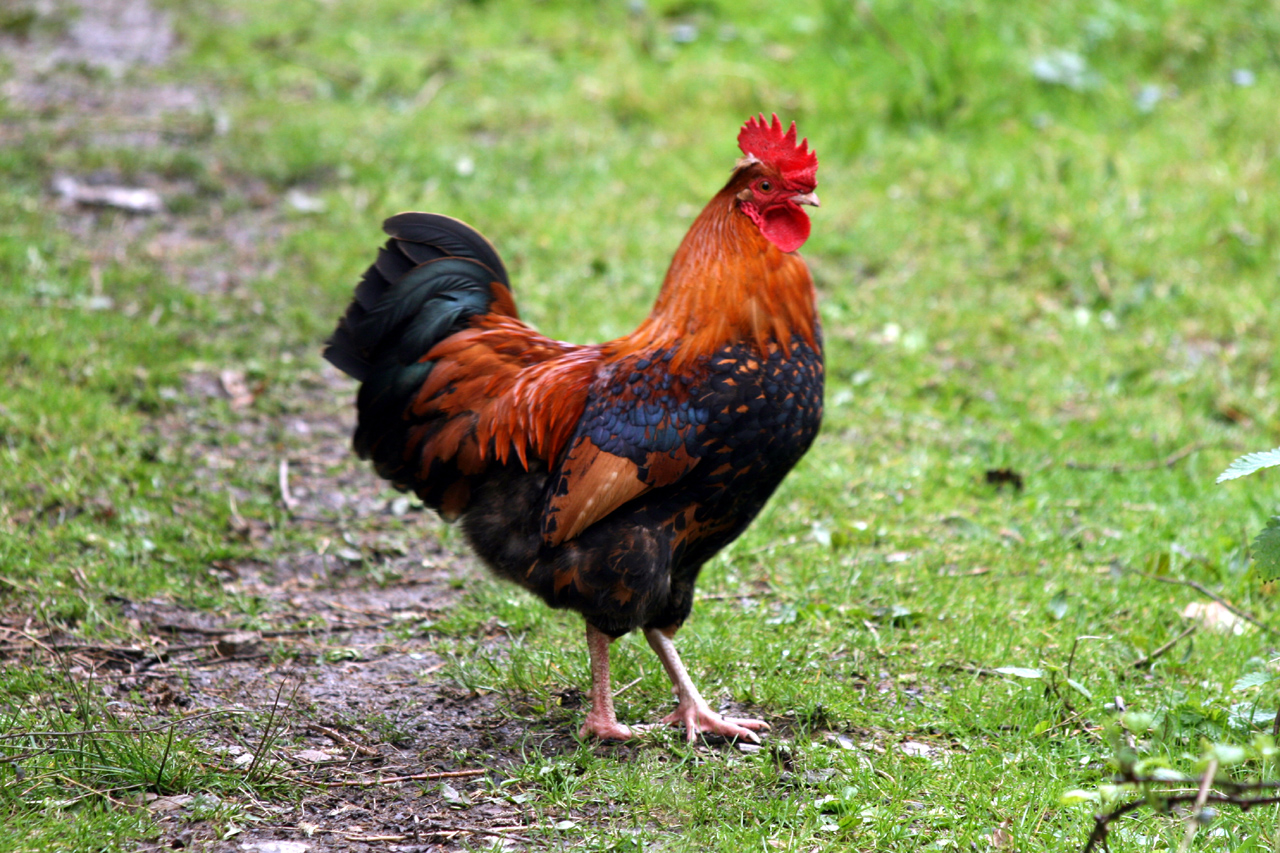
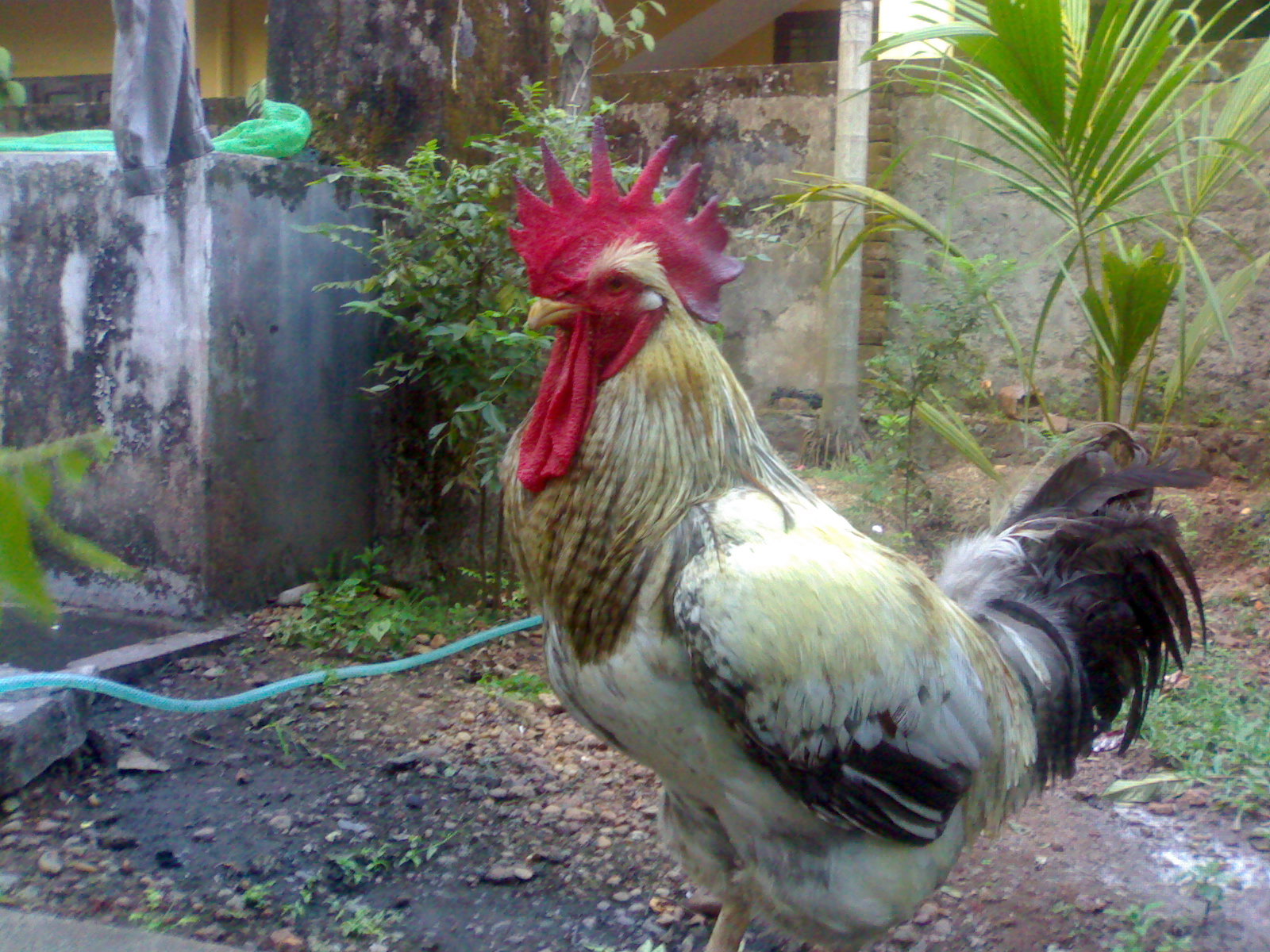
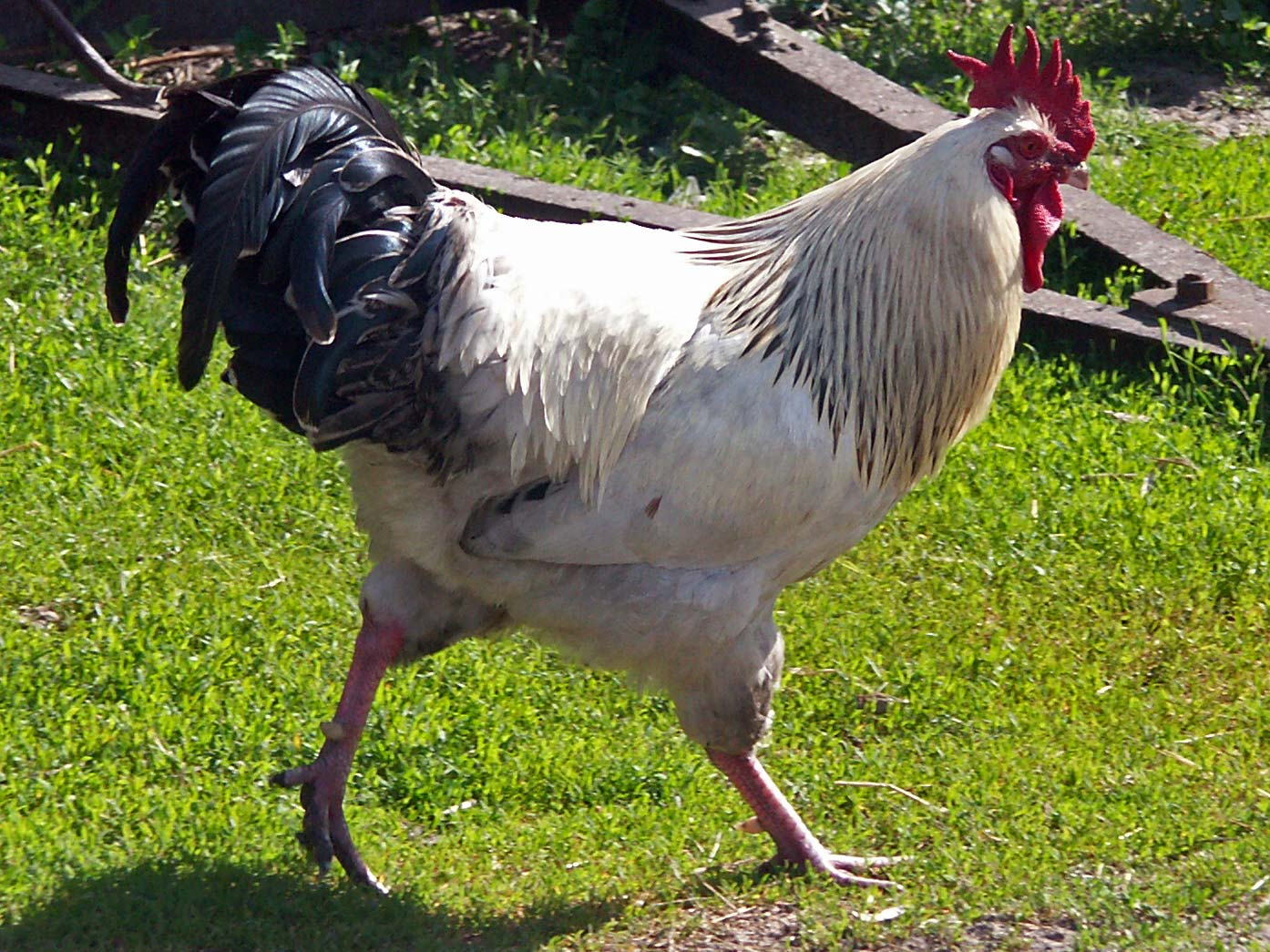
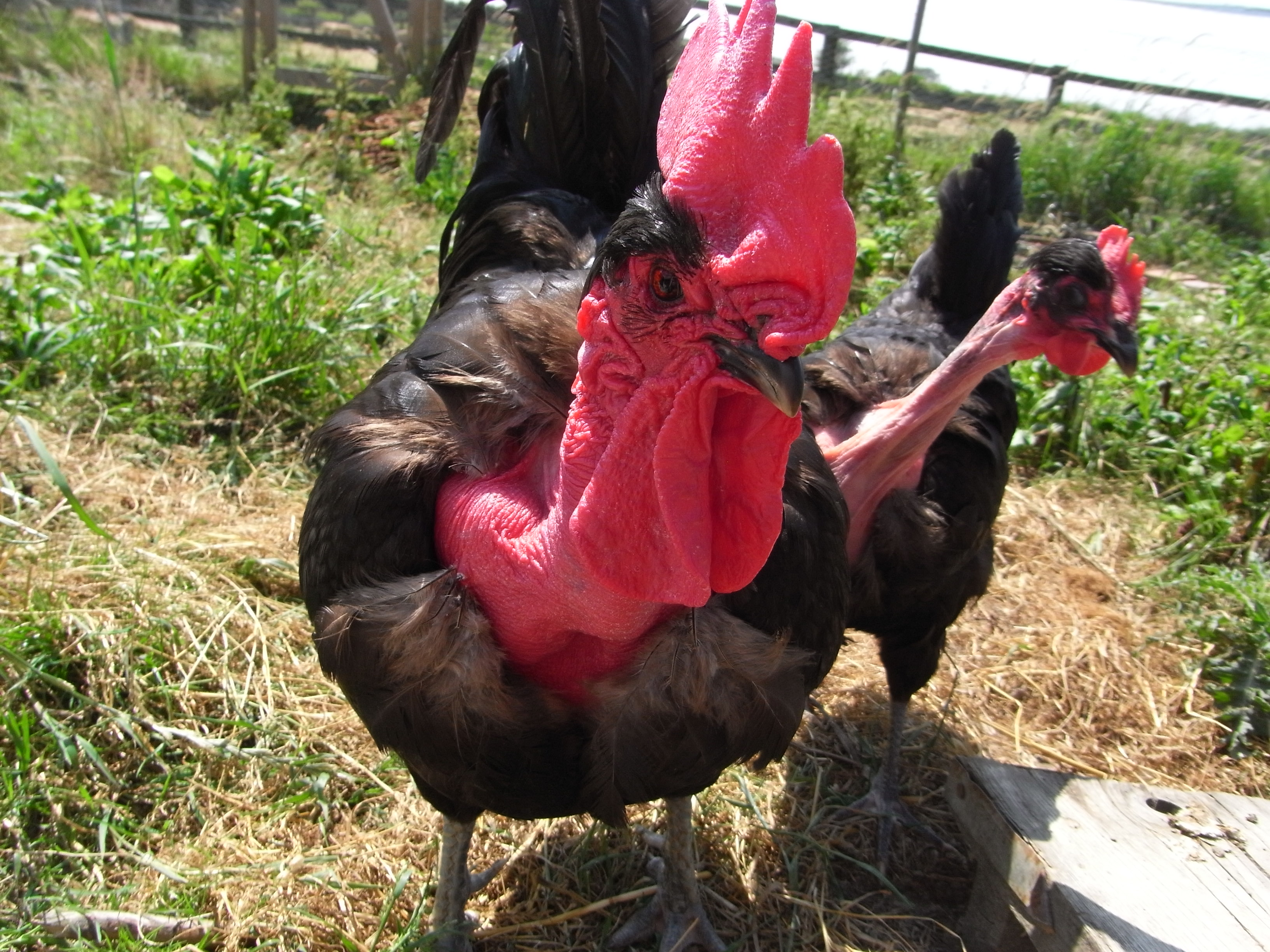
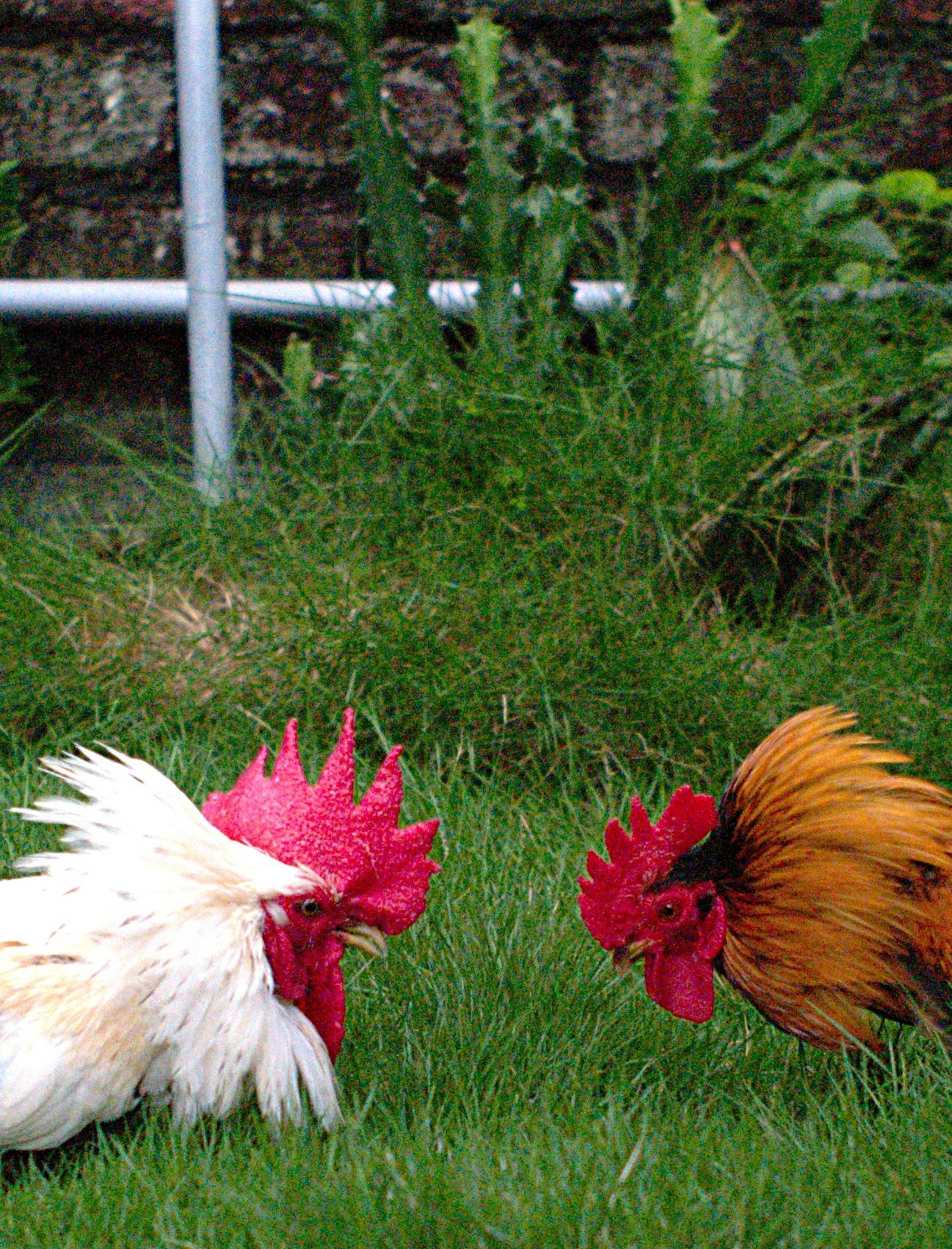
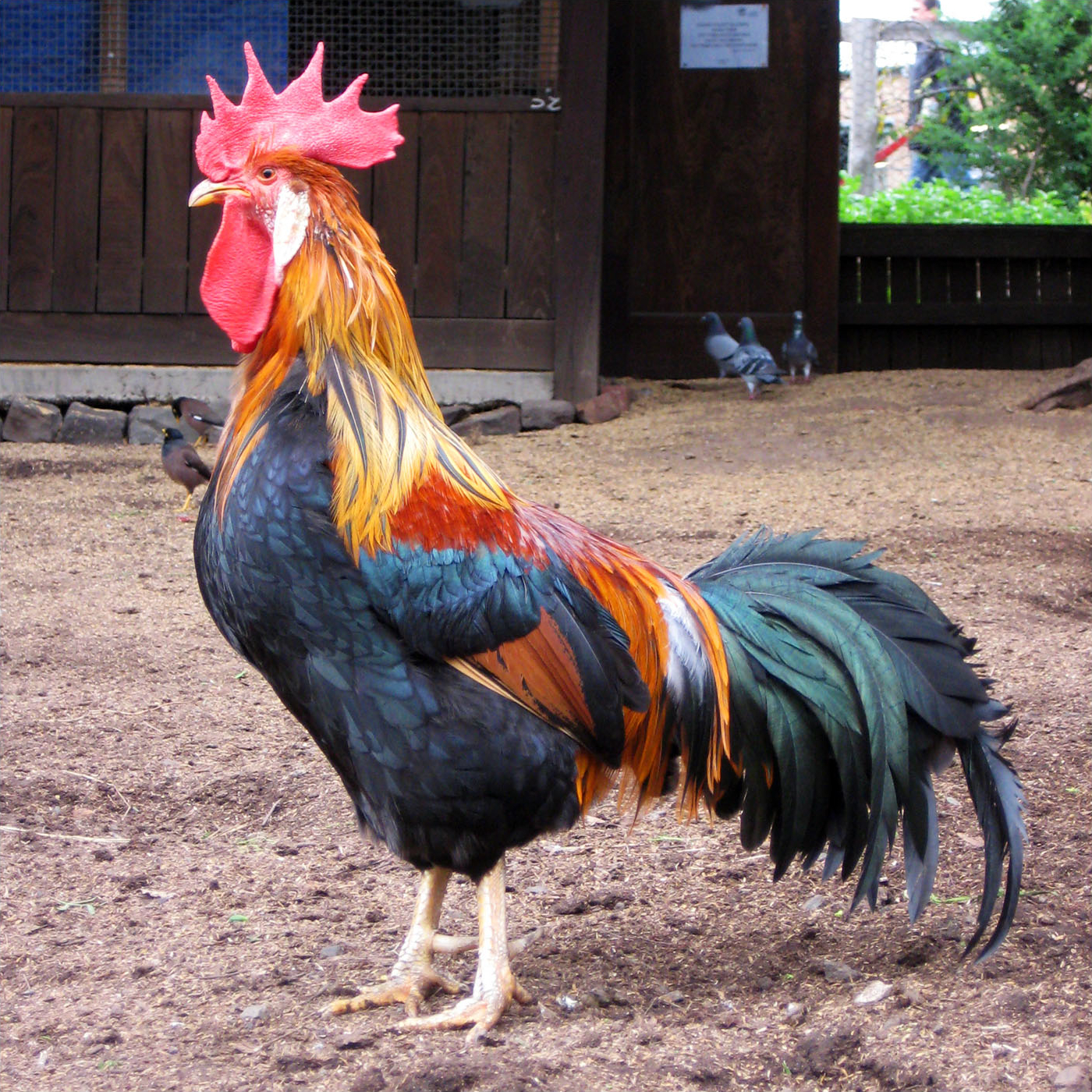
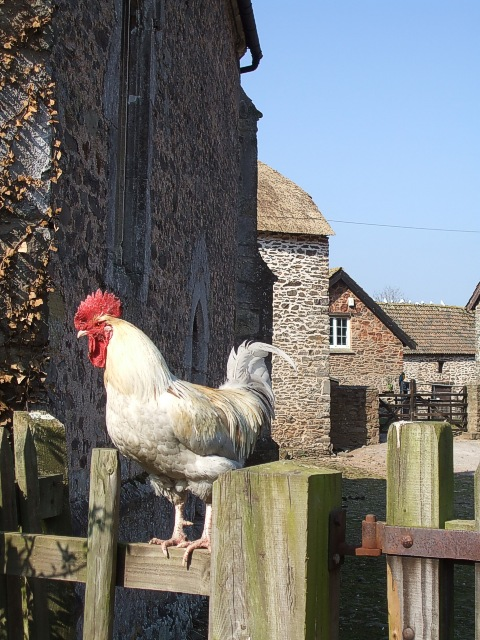
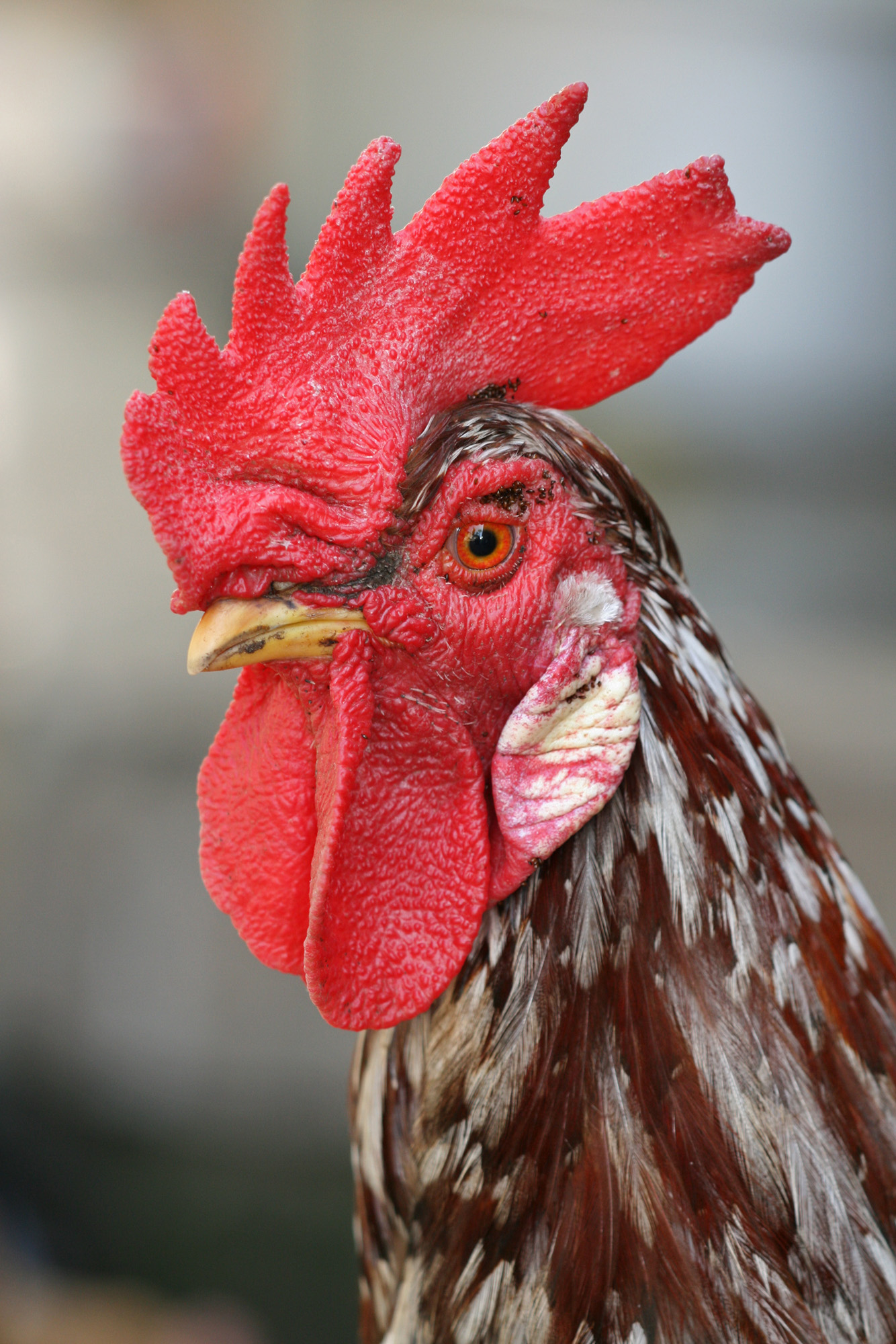
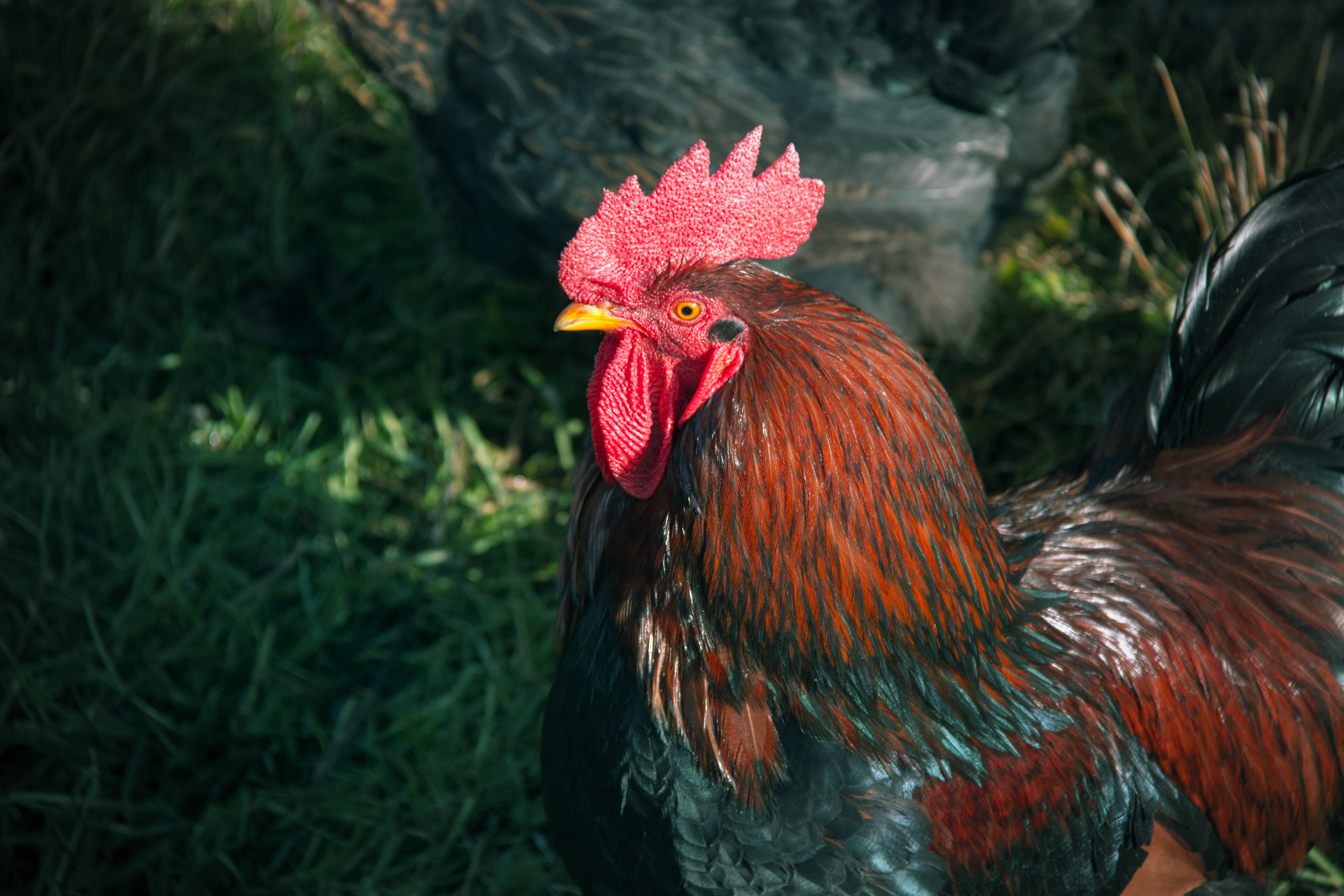